# Maracás
Maracás là một đô thị thuộc bang Bahia, Brasil. Đô thị này có diện tích 2435,201 km², dân số năm 2007 là 34140 người, mật độ 14,02 người/km².